# Liste des universités et collèges du Nouveau-Brunswick
Voici une liste des collèges et universités du Nouveau-Brunswick, au Canada.

## Universités publiques
- Université Mount Allison
- Université St. Thomas
- Université du Nouveau-Brunswick
- Université de Moncton

## Universités privées
- Université Baptiste de l'Atlantique
- College Bethany Bible
- Université St. Stephen's

## Collèges
- Collège communautaire du Nouveau-Brunswick
- Collège de Technologie forestière des Maritimes